# Костін Андрій Євгенович
Андрій Євгенович Костін (нар. 17 квітня 1973, Одеса) — український юрист і політик. Народний депутат України IX скликання. Член керівної партії «Слуга народу». Колишній Генеральний прокурор України (28.07.2022 — 31.10.2024). Член РНБО з 4 серпня 2022 року по 6 листопада 2024 року. Посол України в Нідерландах.

## Життєпис
1995 року закінчив з відзнакою Одеський університет ім. Мечникова (спеціальність «Правознавство»). Костін є директором Адвокатської компанії «Право».
Заступник голови Ради адвокатів Одеської області. Заступник голови президії об'єднання адвокатів «Одеська обласна колегія адвокатів». Працював у адвокатських компаніях, пройшов шлях від юриста до керівника компанії.
Є членом правління ГО «Одеський дипломатичний клуб».
У 2019 Костін продав дві квартири в Одесі на 1,2 млн грн, не відзвітувавши про це в НАЗК.

## Політична діяльність
2010 — був у виборчому списку «Фронту змін» на виборах до Одеської міськради, депутатом не став.
Кандидат у народні депутати від партії «Слуга народу» на парламентських виборах 2019 року, № 108 у списку. На час виборів: заступник голови Ради адвокатів Одеської області, безпартійний. Проживає в Одесі.
Заступник голови Комітету Верховної Ради з питань правової політики, голова підкомітету з питань виконання рішень Європейського суду з прав людини та альтернативного розв'язання спорів.
Член делегації для участі у Тристоронній контактній групі, представник в робочій підгрупі з політичних питань. Член Національної ради з питань антикорупційної політики.
Голосував за проєкт Постанови № 0901-П «Про скасування рішення Верховної Ради України від 16.01.2020 року про прийняття у другому читанні та в цілому як закону України проєкту Закону України „Про повну загальну середню освіту“», тобто за скасування закону, який не передбачає існування російськомовних шкіл.
2021 року брав участь у конкурсі на посаду керівника САП, вибув із конкурсу: члени відбіркової комісії, а також Роман Куйбіда і В'ячеслав Навроцький не проголосували за його доброчесність. За нього проголосували члени комісії, делеговані Радою: Гуджал, Соболь, Романюк, Коваль, Бусол.
27 липня 2022 року Верховна Рада України підтримала його призначення Генеральним прокурором, рішення підтримали 299 депутатів.
28 липня 2022 року призначений Генеральним прокурором.
22 жовтня 2024 року Костін подав у відставку з посади генпрокурора. 29 жовтня Верховна рада підтримала звільнення. 31 жовтня 2024 року президент України підписав указ про звільнення Костіна з посади генпрокурора.
З 7 квітня 2025 року — Надзвичайний і Повноважний Посол України в Королівстві Нідерланди. А також Постійний представник України при Організації по забороні хімічної зброї.

## Скандали

### Наймання родичів
Родичі Костіна були помічниками нардепів і самого Костіна:
- донька Анастасія — помічниця колеги по фракції Андрія Задорожного;
- син Іван — помічник Костіна;
- дружина — помічниця колеги по фракції Максима Дирдіна, а дружина Дирдіна була у той час помічницею самого Костіна.

### Житло за бюджетні кошти
2020 року став одним із 19 депутатів від Слуги народу, який орендував житло за бюджетний кошт, задекларувавши при цьому власних грошей на 4,8 млн грн.

### Відвідання Криму
Відвідував тимчасово окупований росіянами Крим у 2015 та 2018 роках. Свої поїздки виправдовував відвіданням лікаря у Криму.

### Незаконне використання державного авто
Приїжджав на конкурс на посаду голови САП на службовій машині автобази Верховної Ради України, порушивши правила використання державних авто.

### Порушення подання декларацій
У 2019—2020 роках не задекларував місця проживання, хоча проживав у бюджетному житлі.
У 2019 році продав дві квартири в Одесі, але не подав до НАЗК повідомлення про суттєві зміни в майновому стані (йдеться про дохід від продажу квартир на суму 1,2 млн грн).

### Відмова відкривати кримінальне провадження
3 листопада 2022 року Костін відмовлявся у визначений термін відкривати справу на свою колишню коллегу по партії Ірину Аллахвердиєву за отримання нею подарунку у 20 млн грн. Також вона отримала годинник за 310 тис. грн, інкрустований 11 білими діамантами.

### Пост доньки в Instagram
8 серпня 2023 року донька Костіна Анастасія опублікувала в Instagram відео зі скаргами на життя в Фінляндії і бажанням поїхати «додому в Монако». Після реакції суспільства Анастасія вибачилась, заявивши, що це був жарт.

### Відмова відповідати перед парламентом
19 червня 2024 року Генеральний прокурор Андрій Костін відмовився з'явитися до Верховної Ради України, щоб пояснити ймовірні корупційні дії свого заступника Дмитра Вербицького. Аргументував це тим, що призначив службове розслідування щодо майна Вербицького, а також тим, що проводиться перевірка з боку НАЗК та НАБУ.

## Нагороди і звання
- Заслужений юрист України (23 серпня 2021) — за значний особистий внесок у державне будівництво, зміцнення обороноздатності, соціально-економічний, науково-технічний, культурно-освітній розвиток Української держави, вагомі трудові досягнення, багаторічну сумлінну працю та з нагоди 30-ї річниці незалежності України[41].